# Фолл-Ривер (Вісконсин)
Фолл-Ривер (англ. Fall River) — селище (англ. village) в США, в окрузі Колумбія штату Вісконсин. Населення — 1801 особа (2020).

## Географія
Фолл-Ривер розташований за координатами 43°23′9″ пн. ш. 89°2′44″ зх. д. / 43.38583° пн. ш. 89.04556° зх. д. (43.385851, -89.045468).  За даними Бюро перепису населення США в 2010 році селище мало площу 4,97 км², з яких 4,81 км² — суходіл та 0,17 км² — водойми.

## Демографія
Згідно з переписом 2010 року, у селищі мешкало 1712 осіб у 617 домогосподарствах у складі 461 родини. Густота населення становила 344 особи/км².  Було 671 помешкання (135/км²).
Расовий склад населення:
| - 96,0 % — білих - 1,0 % — азіатів - 0,7 % — чорних або афроамериканців - 0,1 % — корінних американців |

До двох чи більше рас належало 1,9 %. Частка іспаномовних становила 2,0 % від усіх жителів.
За віковим діапазоном населення розподілялося таким чином: 31,1 % — особи молодші 18 років, 61,8 % — особи у віці 18—64 років, 7,1 % — особи у віці 65 років та старші. Медіана віку мешканця становила 32,5 року. На 100 осіб жіночої статі у селищі припадало 97,2 чоловіків;  на 100 жінок у віці від 18 років та старших — 93,8 чоловіків також старших 18 років.
Середній дохід на одне домашнє господарство  становив 70 512 долари США (медіана — 63 512), а середній дохід на одну сім'ю — 80 828 доларів (медіана — 77 875). Медіана доходів становила 49 375 доларів для чоловіків та 40 508 доларів для жінок. За межею бідності перебувало 10,1 % осіб, у тому числі 11,9 % дітей у віці до 18 років та 10,2 % осіб у віці 65 років та старших.
Цивільне працевлаштоване населення становило 897 осіб. Основні галузі зайнятості: виробництво — 25,5 %, освіта, охорона здоров'я та соціальна допомога — 14,2 %, мистецтво, розваги та відпочинок — 10,8 %, роздрібна торгівля — 10,7 %.